# Fačkov
Fačkov je obec na Slovensku v okrese Žilina. Žije zde 653 obyvatel.
První písemná zmínka pochází z roku 1351, kdy byla uváděna jako Osada na lúčke v lese. Název obce je odvozen od jména prvního dědičného rychtáře, který se jmenoval Fachkó. V obci se nachází barokní kostel svatého Mikuláše postavený v roce 1761, který už prodělal vícero rekonstrukcí.
Nachází se v přírodním prostředí Rajecké kotliny, na západních svazích Lúčanské Malé Fatry, pod dominantou regionu – vrchem Kľak. Obcí prochází silnice I. třídy 64, spojující Žilinu s Prievidzou přes Fačkovské sedlo. Nejbližšími městy jsou Rajec a Rajecké Teplice.